# Montsalvat
Montsalvat eller Montsalvage var i Graalssagan ett berg där en borg var belägen, i vilken ett ridderligt brödraskap försvarade Graalen.
Montsalvat har identifierats med olika orter i Spanien, särskilt vallfartsorten Salvatierra på en sydsluttning i Pyrenéerna.